# 八官神社
八官神社（はちかんじんじゃ）は、東京都中央区の神社。

## 歴史
元禄年間（1688年 - 1704年）に創建された。元々は播磨国明石郡（現・兵庫県明石市）に位置していたが、元禄期に現在地に移転したものという。
かつては「穀豊稲荷神社」と呼ばれていたが、1924年（大正14年）に当時の地名の「八官町」にちなみ、「八官神社」に改称した。
現在は、祠レベルの規模にまで縮小しているが、かつては近代社格制度における「村社」であり、小規模な神社レベルの境内もあった。

## 交通アクセス
- 新橋駅より徒歩5分。